# Aparat Marcussona
Aparat Marcussona – przyrząd do przeprowadzania pomiaru temperatury zapłonu i palenia w tyglu otwartym. Aparat składa się z tygla porcelanowego, ogrzewanego urządzeniem grzejnym z autotransformatorem umożliwiającym płynne zmienianie szybkości ogrzewania.
Wewnątrz tygla znajdują się dwie kreski:
- czarna w odległości 10 mm,
- czerwona w odległości 15 mm od jego górnej krawędzi.

Do czerwonej kreski napełnia się tygiel w przypadku paliwa o spodziewanej temperaturze zapłonu >250 °C, natomiast do poziomu czarnej kreski w przypadku pozostałych paliw. Wydzielające się pary paliwa zapala się palnikiem. Termometr rtęciowy o zakresie do 300 °C umieszcza się w uchwycie umieszczonym na samej górze aparatu. Wydostające się z tygla pary chronione są przed ruchami powietrza osłoną.